# Шалговаара (деревня)
Шалговаара (карел. Šalkovuara, Šalgovuaru) — деревня в Медвежьегорском районе Республики Карелия Российской Федерации. Входит в состав Паданского сельского поселения.

## География
Деревня находится вблизи озера Сюяярви.

## Население
| 2002 | 2010 | 2013 |
| ---- | ---- | ---- |
| 17   | ↘7   | ↘4   |

### Национальный состав
Согласно результатам переписи 2002 года, в национальной структуре населения карелы составляли 71 % из 17 чел.

## Улицы
- ул. Горбушина,
- ул. Нагорная.

## Достопримечательности
В деревне находится могила Николая Горбушина (1924—1942) — комсомольца, партизана отряда «Мстители», погибшего в бою 26 декабря 1942 года во время разведки огневых точек финской обороны.